# U.S. Highway 87
Der U.S. Highway 87 (kurz US 87) ist ein in Nord-Süd-Richtung verlaufender United States Highway in den Vereinigten Staaten, der in 3215 km (1998 mi) von Havre in Montana am U.S. Highway 2 bis zum Texas State Highway 238 in Port Lavaca im Bundesstaat Texas führt. Zwischen Billings in Montana bis Raton in New Mexico hat er teilweise den gleichen Verlauf wie die Interstates 90 und 25.
1926 festgelegt, verlief die U.S. Route 87 von der kanadischen Grenze und Rawlings in Wyoming. Zwischen Armington Junction in Montana und Muddy Gap in Wyoming war die US 87 in eine westliche (US 87W) und östliche (US 87E) Route aufgespalten. Die westliche Route war vom Yellowstone-Nationalpark unterbrochen. Die US 89 liegt heute zwischen der kanadischen Grenze und Moran in Wyoming in der Nähe des Jackson Lakes auf der ursprünglichen Trasse der US 87 und US 87W. Im weiteren Verlauf bis Riverton (Wyoming) liegt heute die US 26 auf der Trasse der US 87W; von dort bis Muddy Gap die Wyoming State Route 789. Die US 87E ab Armington Junction bis Casper in Wyoming ist heute Teil der US 87; im weiteren Verlauf bis Muddy Gap wurde die US 87E zur Wyoming State Route 220. Das restliche historische Stück der US 87 zwischen Muddy Gap und Rawlins ist heute ein Teil der Wyoming State Route 789.
Der 1926 eröffnete U.S. Highway 185, der von Cheyenne bis nach Orin führte, bildet seit 1936 einen Abschnitt der US 87.

## Zubringer und Umgehungen
- ehemaliger U.S. Highway 187, zwischen Moran Junction und Baggs in Wyoming
- U.S. Highway 287, zwischen Port Arthur und Choteau